# Ступа (сооружение)

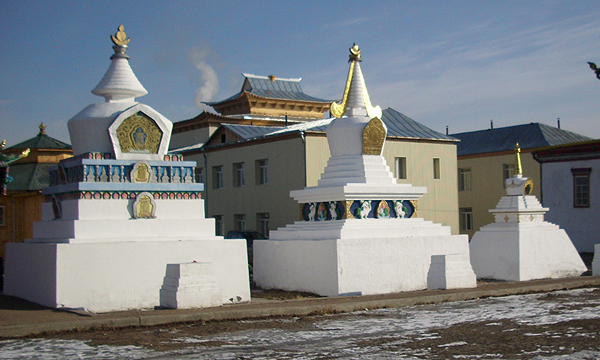
Субурганы Иволгинского дацана, Бурятия

Сту́па, субурга́н (санскр. स्तूप, IAST: stūpa, «макушка, куча земли, камней, земляной холм», тиб. чортен, монг. суварга(н), бур. субарга(н), калм. суврһн) — буддийское архитектурно-скульптурное культовое сооружение, имеющее полусферические очертания. Преимущественно представлены в монолитной форме; менее распространены ступы, имеющие внутреннее помещение.
Первоначально представляла собой реликварий, затем стала памятником, возводившимся в честь какого-то события. Исторически восходит к могильным курганам, сооружавшимся для погребения царей или вождей.
Дагоба — это
1. особая камера в ступе, предназначенная для хранения священных реликвий;
2. разновидность буддийской ступы, которая характерна для цейлонской и бирманской архитектуры.

## Название

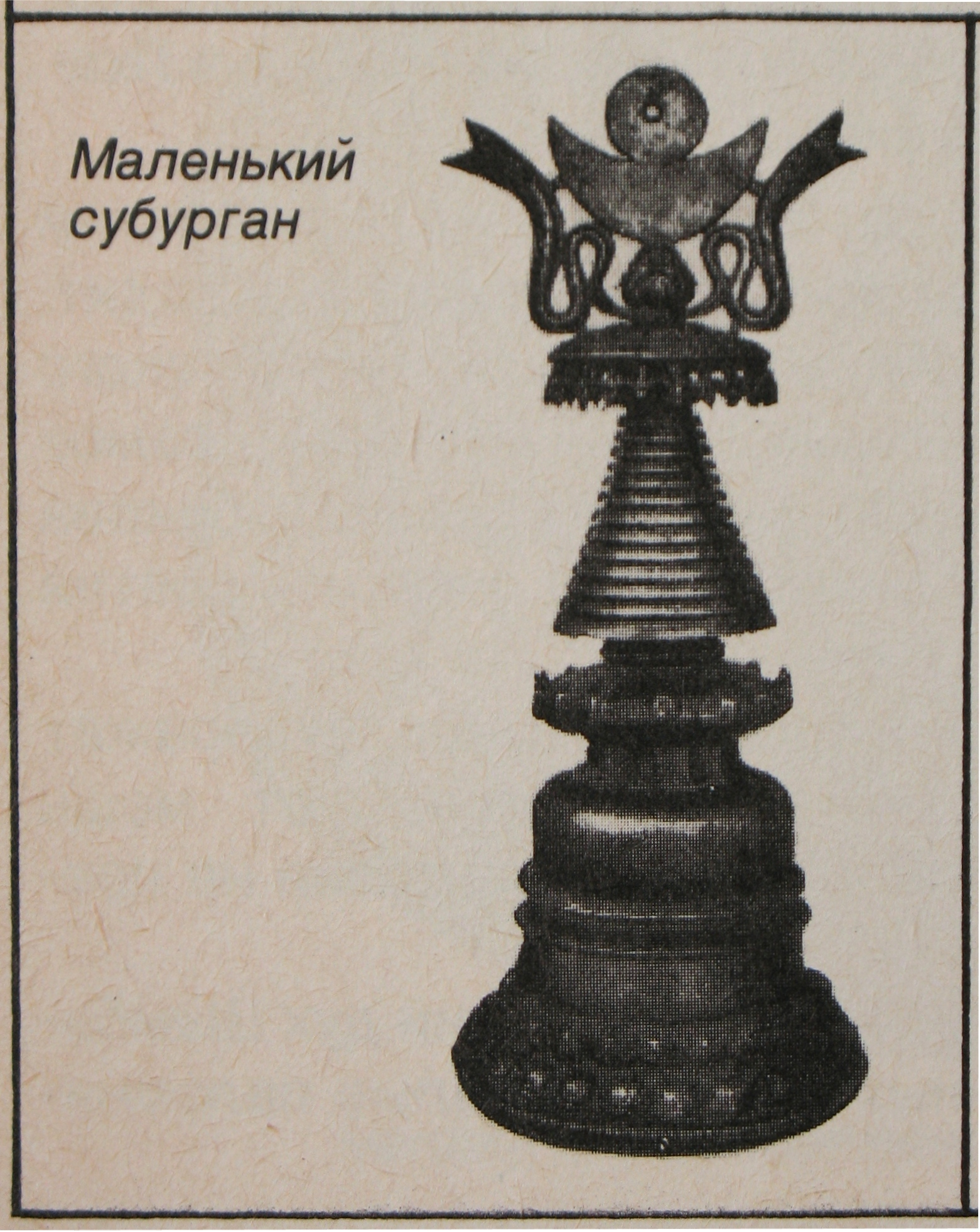
Маленький субурган. Фотография Гомбожаба Цыбикова. 1900-е годы

Название «ступа» характерно только для Индии и Непала; в Шри-Ланке применяется название дагоба, в Мьянме — зеди и пато, в Таиланде — чеди и пранг, в Лаосе — тхат, в Тибете и Бутане — чортен, в Монголии — суварга; в России (Бурятия, Калмыкия, Тыва, Алтай) — субурган, в Китае и Вьетнаме — бао та, пагода и т. п.

## История
Первые ступы появились в Индии ещё в добуддийские времена и изначально выполняли функцию памятников на могилах правителей. Само санскритское слово «ступа» означает «узел из волос» или «макушка, верхняя часть головы», а также «куча камней и земли». Традиция кремировать тела после смерти привела к тому, что захоронений в обычном понимании не было, было возможным лишь сохранить пепел или несгоревшие останки. В ступы помещалось то, что осталось после кремации. Так, постепенно, они превратились в реликварии, содержащие в себе останки выдающихся в духовном плане личностей.

### Первые ступы в буддийском предании
Одна из известнейших сутр Палийского канона — Махапаринирвана-сутра (пали : Махапариниббана сутта), посвященная последним дням жизни Будды Шакьямуни, его смерти и событиям вскоре после его кончины, так описывает обстоятельства постройки первых буддийских ступ:
После смерти (махапаринирваны) Будды в Кушинагаре, его тело было кремировано с царскими почестями. После этого, восемь сторон, представлявших разные области Индии, потребовали отдать им священный прах Будды для воздвижения ступы:
- Царь Магадхи Аджаташатру,
- Семейство Личчхави из Вайшали,
- Семейство Шакьев из Капилавасту (семейство, из которого происходил сам Будда),
- Семейство Булы из Аллакапа,
- Семейство Колии из Рамаграма,
- Брахман из Ведхадипа,
- Семейство Маллы из Павы,
- Семейство Маллы из Кушинагара, объявившее остальным сторонам, что, поскольку Будда скончался в их области, они не уступят «ни одной частицы из останков Благословенного».

Спор рассудил брахман Дона, предложив сторонам разделить прах Будды на восемь равных частей, с чем все сразу согласились.
По просьбе сторон, Дона произвёл указанное деление. Для построения собственной ступы, он попросил даровать ему сосуд, в котором был кремирован Будда. Его просьбу удовлетворили. После этого, ещё одна сторона — Мории Пиппхаливанские — тоже попросили себе часть праха Будды для возведения ступы. Получив ответ, что «не осталось более частиц святых останков Благословенного», они взяли себе золы из погребального костра.
Таким образом, согласно сутре, было воздвигнуто 10 первых ступ, из них 8 — священным останкам Будды, одна — сосуду в котором кремирован Будда, и одна — золе из погребального костра Будды.
Об этих первых ступах в текущее время мало что известно, в частности, из-за того, что среди остатков древних архитектурных сооружений Индии до сих пор не удалось определить что-либо относящееся к этим ступам.

### Дальнейшая история
С распространением буддизма из Индии в другие страны Азии (в основном через торговые пути) ступы стали сооружаться за её пределами.
На Шри-Ланке, в Непале, Бутане, Бирме, Камбодже, Лаосе, Вьетнаме, Индонезии и Таиланде были построены ступы различных форм. Ступы также проникли в Китай, Корею и Японию, Тибет, Монголию, Бурятию, Туву, Калмыкию.
Часто, приходя в новую часть Азии, ступы принимали несколько иную форму и обретали свои особые архитектурные черты.

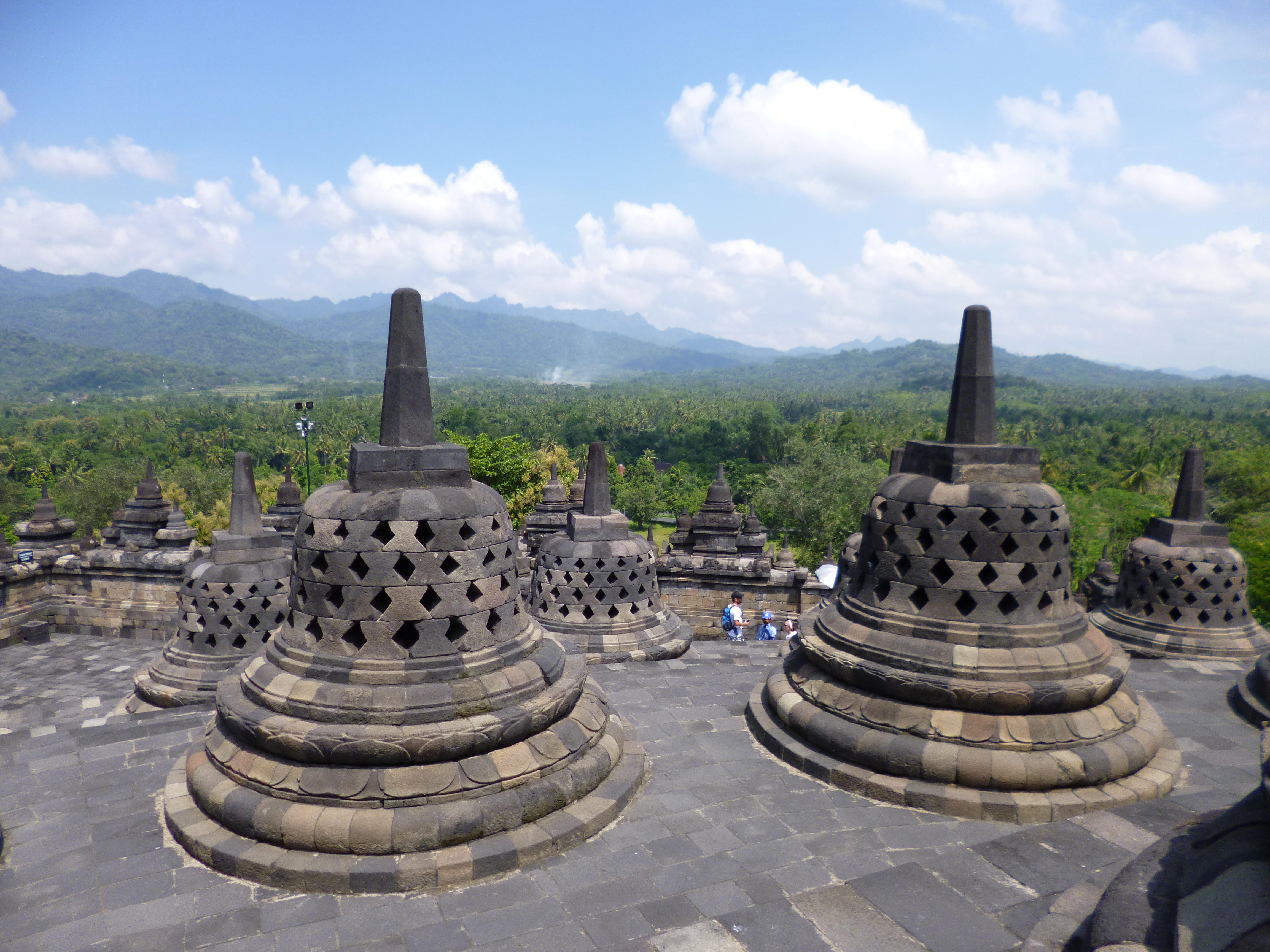
Ступа Боробудур, Индонезия

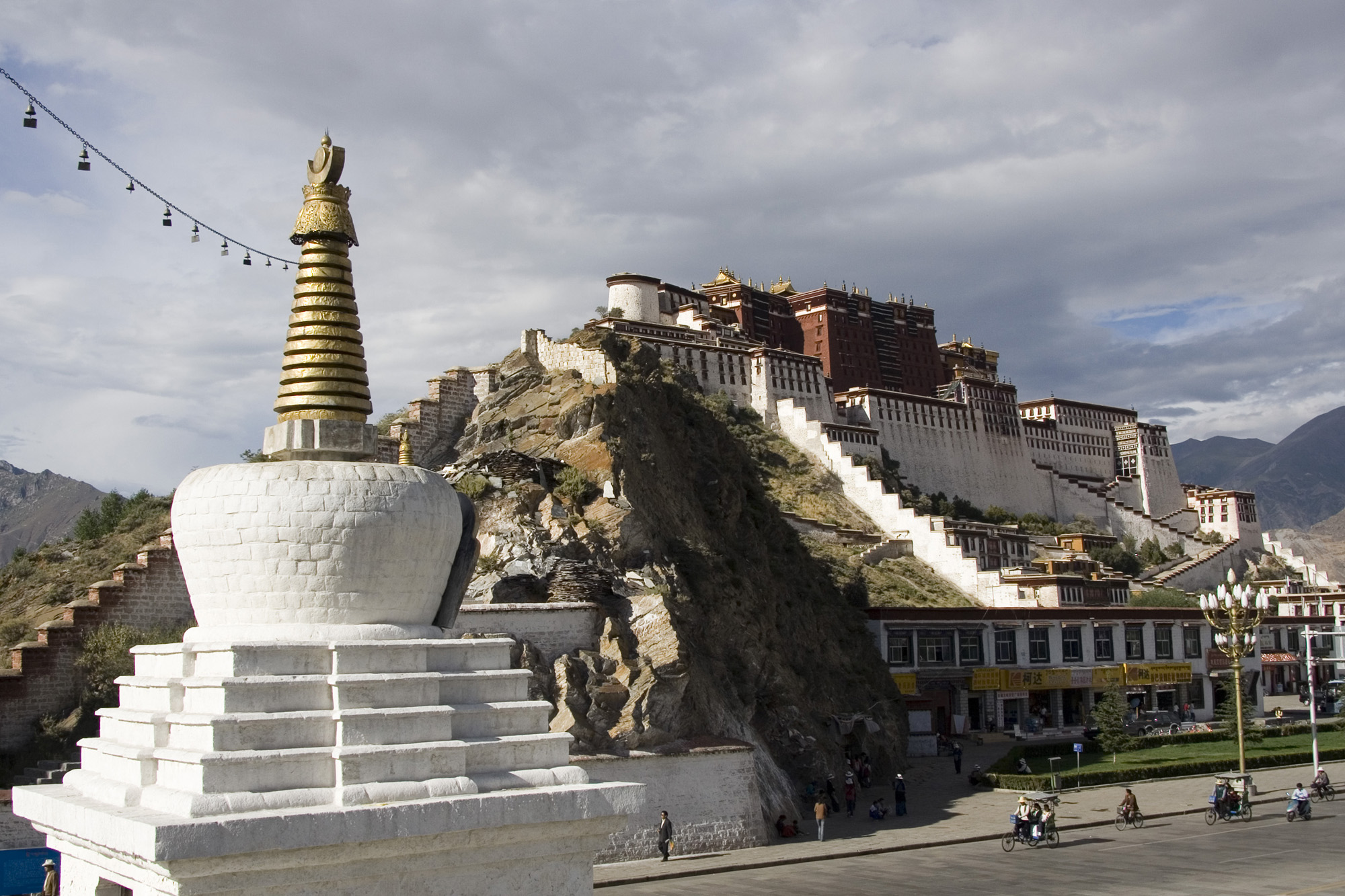
Ступа на фоне дворца Потала в Лхасе, Тибет

Строгие каноны строительства ступ сложились в Тибете, где учёными ламами были письменно зафиксированы чёткие пропорции и формы ступ.

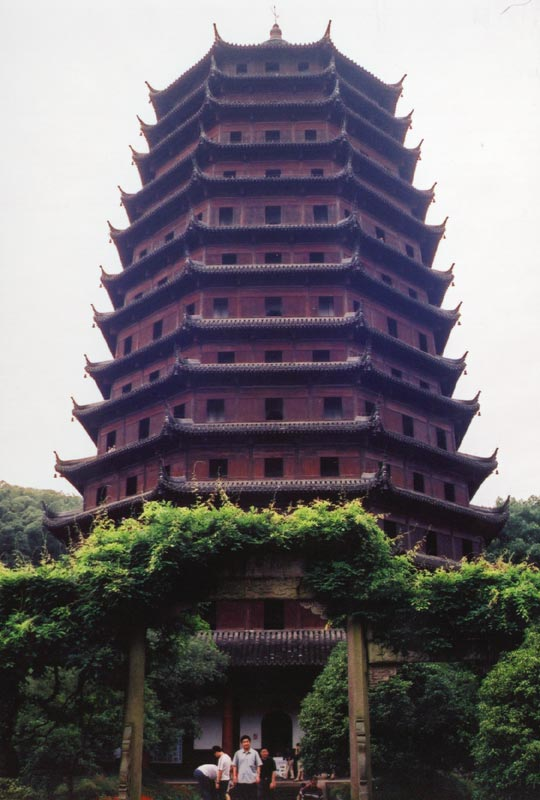
Пагода Шести Гармоний в Ханчжоу, Китай

В Китае роль ступ выполняли постройки особой формы — пагоды, послужившие образцом для буддийских сооружений во Вьетнаме, Корее и Японии. Китайские пагоды не точно придерживались индийских канонов ступ и больше ориентировались на внешние украшения и цвета. Пагоды, возведенные на вершинах гор и на берегах рек, не только символизировали учение Будды, но и становились украшением окружающего ландшафта, объектами созерцания.

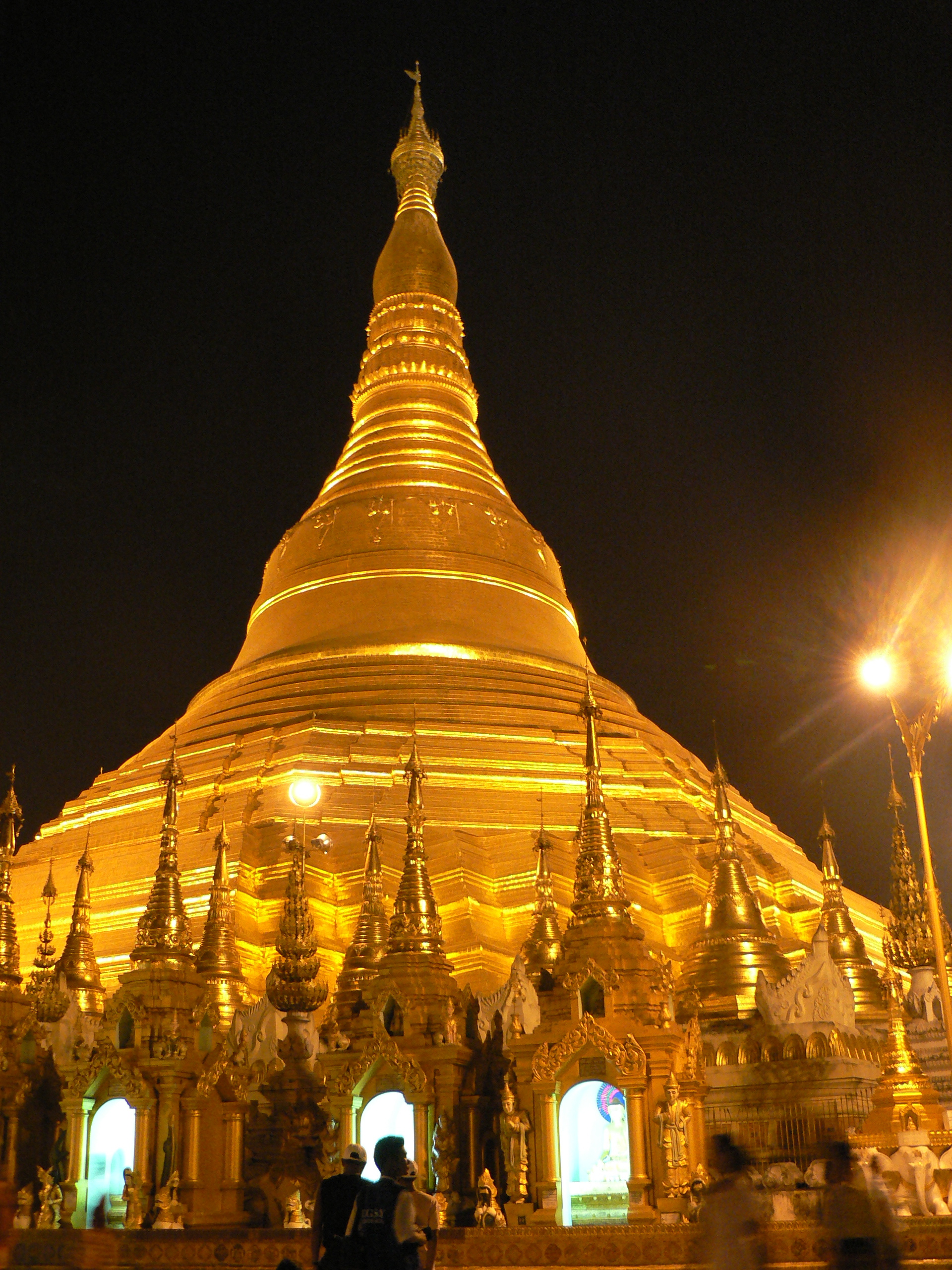
Ступа Шведагон в Янгоне, Мьянма

В Таиланде, Бирме и других странах Юго-Восточной Азии, где распространён буддизм Тхеравады, ступы получили распространение в совмещённом виде: храм—пагода.
В некоторых странах Юго-Восточной Азии понятия пагоды и ступы означают храм, в других — пагоды и ступы отличают друг от друга. Обычно формы тайских и бирманских ступ — конусообразные, с более скошенными углами. Одной из самых известных пагод такого типа является Шведагон — 98-метровая позолоченная ступа в Янгоне, Мьянма.
В Тибете, Бутане и некоторых других местах также получили распространение «упрощённые» ступы, в архитектуре которых не видно чётких пропорций и всех элементов восьми традиционных ступ. Эти сооружения больше походят на небольшие домики без двери, на крыше которых расположен ещё один «домик» с «Будда-аспектом». Иногда сверху добавляется традиционный шпиль с тринадцатью кольцами.

## Архитектура
Уже ранние ступы (Большая ступа в Санчи, III—II вв. до н. э.) имели каноническую трёхчастную структуру: ступенчатое основание, массивный основной объём, венчающую часть в виде многоярусного зонта. Встречаются ступы полусферические (Индия, Шри-Ланка), квадратные ступенчатые (Шри-Ланка, Таиланд), башнеобразные (Вьетнам, Китай), колоколообразные (Мьянма, Таиланд, Камбоджа, Индонезия), бутылеобразные (Монголия, Китай). Обычная техника сооружения ступы — облицовка камнем, оштукатуренным кирпичом с заполнением грунтом, щебёнкой и т. п.; в декоре ступы часто применяются раскраска и позолота.
В ступах тибетского типа на вершину устанавливают соёмбо — символ огня, солнца и луны.

## Разновидности ступ

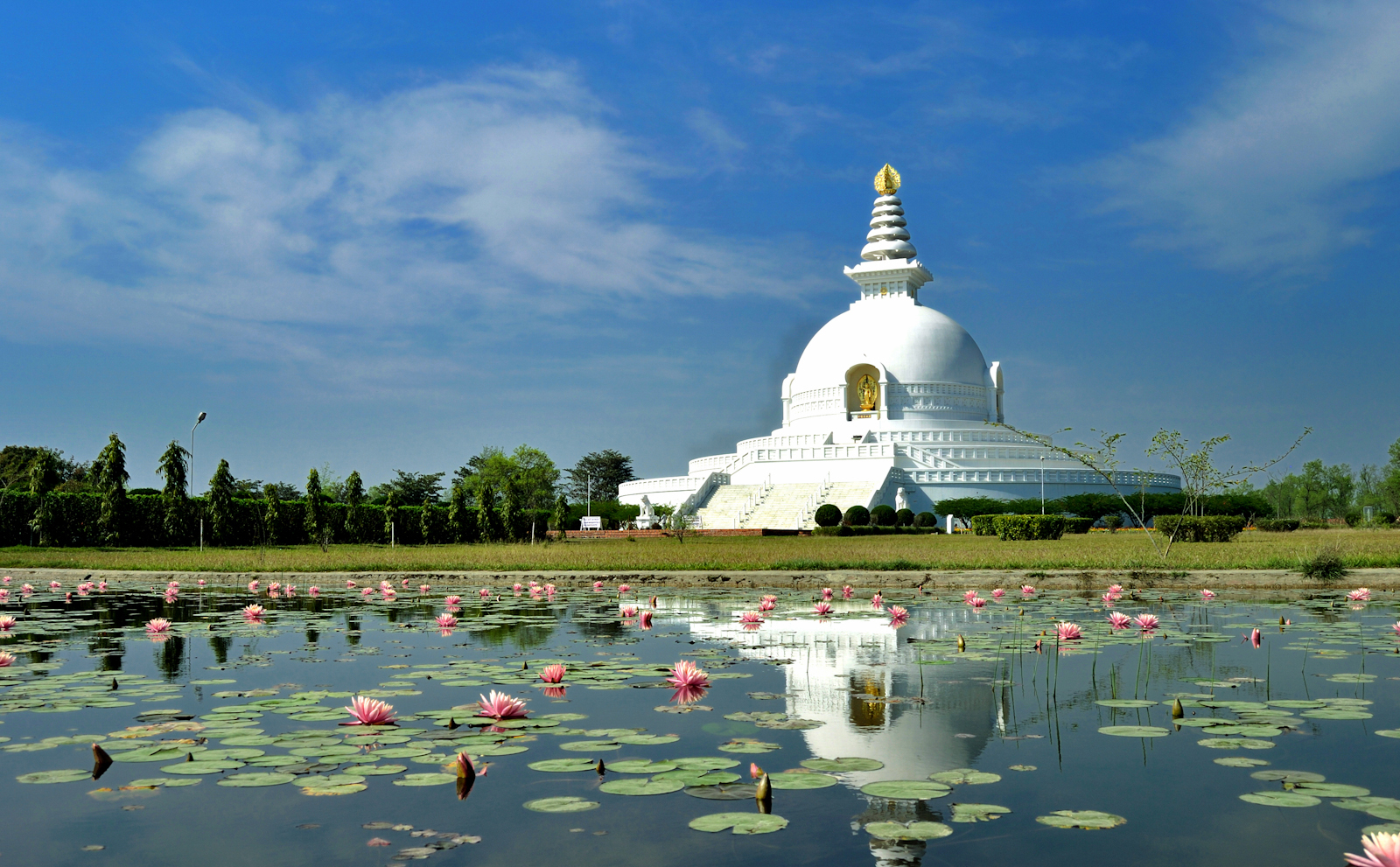
Ступа Лотоса в Лумбини, Непал

В процессе создания ступ, связанных с разными этапами жизни Будды Шакьямуни, в традиции тибетского и индийского буддизма сложилось восемь типов, отличающихся друг от друга определёнными архитектурными деталями. У всех восьми ступ нижняя часть, включая «Львиный трон», и верхняя часть, от «Тре» и 13 колец, одинаковы. Средняя часть может иметь различные формы. Для строительства каждой ступы существуют особые каноны. Названия и символика восьми классических форм тибетских ступ связаны с жизнью Будды:
- Ступа Лотоса. Первая ступа данного вида построена ещё при жизни Будды Шакьямуни и стояла в Лумбини. Главная часть имеет форму лотоса и символизирует рождение Будды.

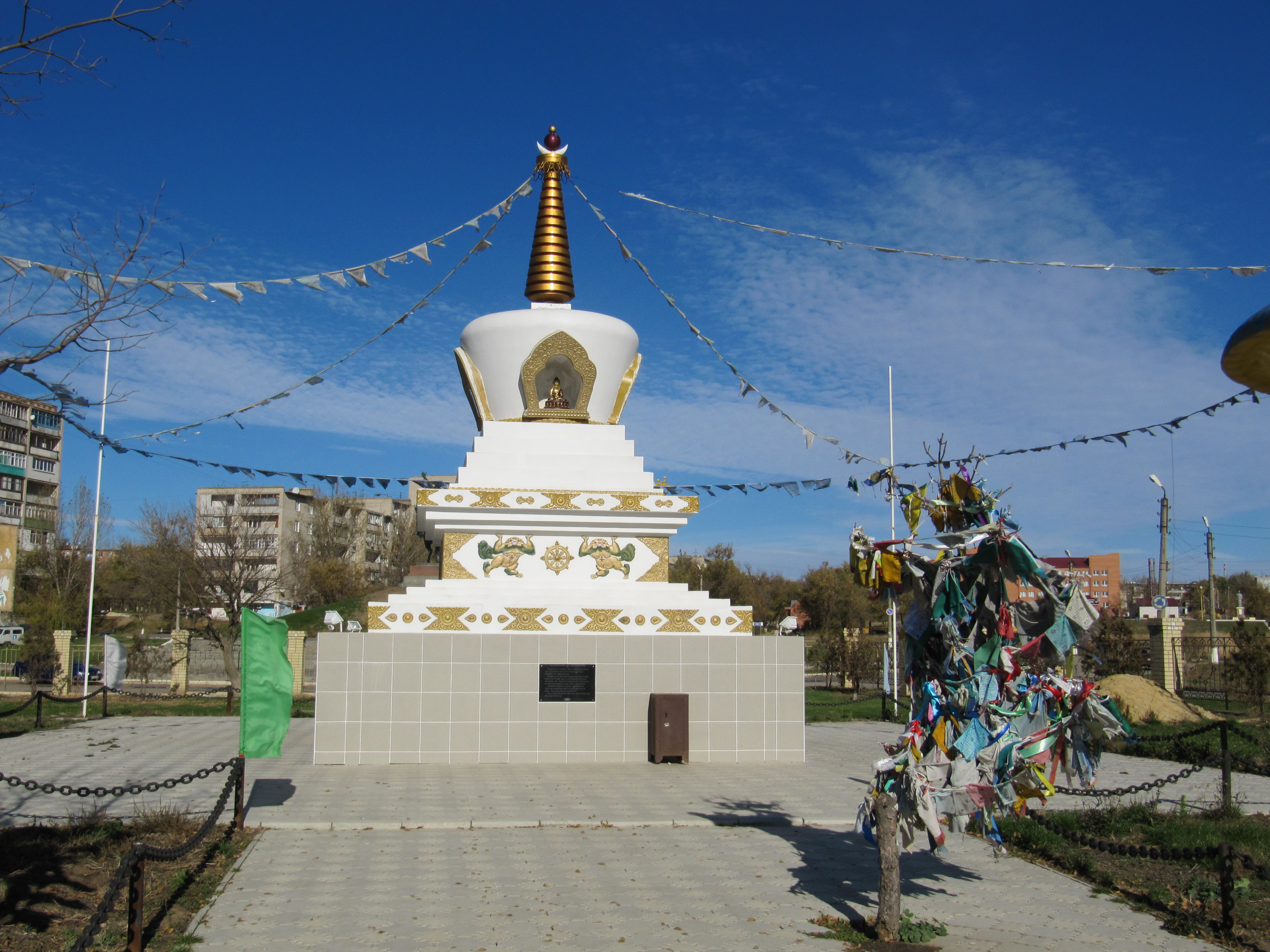
Ступа Примирения в Элисте, Калмыкия

- Ступа Просветления или Ступа Победы над всеми препятствиями. Впервые построена Дхарма-королём Бимбисарой в Бодхгайе после Просветления Будды. Важнейшая форма из всех восьми. Символизирует цель буддийского пути — полное Просветление. Это означает освобождение от всех мешающих чувств, как и от тенденции их иметь и раскрытие всех способностей ума, особенно совершенной мудрости Будды. Она является одновременно символом преодоления всех препятствий, всех завес.
- Ступа Мудрости или Ступа 16 ворот. Была построена в связи с первыми поучениями Будды, которые он дал в Сарнатхе — о Четырёх благородных истинах.
- Ступа Чудес. Будда переубедил последователей неправильных взглядов с помощью чудес. Эта форма была построена человеком по имени Лисаби в Шравасти.
- Ступа Схождения с небес Тушита. Будда дал поучения своей матери в мире богов на небесах Тушита. Схождение из этого мира символизируется многими ступенями этой ступы, которая возникла в Шанкасе.
- Ступа Примирения или Ступа Единства. Девадатта, двоюродный брат Будды, создавал трудности внутри сообщества практикующих. В связи с примирением была сооружена эта ступа в Раджгире.
- Ступа Совершенной победы. Незадолго до своей смерти Будда продлил свою жизнь по просьбе учеников на 3 месяца. Это произошло в Вайшали.
- Ступа Паринирваны. Эта форма символизирует вхождение Сиддхартхи Гаутамы Шакьямуни Будды в паринирвану в Кушинагаре. Главная часть имеет форму колокола, и это символ совершенной мудрости Будды.

У всех восьми ступ нижняя часть до Львиного трона и верхняя часть после колец одинаковы. Середина имеет разные формы. В случае Ступы Лотоса, например, она состоит из лотосов.
Помимо приведённой выше, наиболее распространённой классификации, с развитием буддизма стали выделяться и другие виды ступ. Так, выделяют мемориальные (уддешика) и реликварные ступы.
Мемориальные ступы возводят в честь памятных событий буддийской истории, они могут быть связаны с прошлыми рождениями Будды, описанными в джатаках, его последним рождением на земле, жизнью последующих буддийских учителей, важными вехами истории Сангхи, трагическими событиями, а также могут быть посвящены уважаемым людям.
Реликварные ступы бывают двух видов:
- Шарирака — ступы, построенные над телесными останками,
- Парибходжика — те, где реликвиями служат предметы, которыми просветлённые пользовались при жизни[3].

К числу реликварных относятся практически все ступы, построенные по тибетским традициям, поскольку реликвии реализованных учителей выступают необходимой частью содержимого ступы.

## Культовое значение
Согласно взглядам буддистов, ступы обладают магической силой добра, помогают людям, их посещающим, внести гармонию в свою жизнь, и очистить себя от различных пороков и развить в себе добродетели.
Одной из религиозных буддийских практик является ритуальный обход ступы по кругу по направлению движения солнца. Эта практика считается возможностью получить более сильное, по сравнению с обычным посещением, магическое воздействие ступы на себя и свою жизнь, и считается одним из видов совершения (накопления) доброй кармы. При этом в Тибете и Бутане гораздо более ценным и полезным считается обход ступы в виде простираний на земле: сначала совершающий этот обряд ложится на землю, распростёршись на земле в полный рост, а затем поднимается и становится ногами на то место, которого коснулось его лицо; затем опять ложится и т. д. — и дальше продвигается подобным образом.
При этом обход ступы (как обычным хождением, так и совершением простираний) обычно не ограничивается одним кругом вокруг неё — верующий может совершить множество кругов в течение нескольких часов, в зависимости от того, насколько хватает сил и желания.
Ламы, приезжающие к ступам, проходят 108 раз вокруг неё. Некоторые верующие совершают обход, с перерывами на отдых и сон, много дней. Таким образом, ступы являются одним из мест паломничества буддистов, в частности, с целью совершения ритуальных обходов вокруг них.
Также религиозной заслугой (и доброй кармой) считается совершение пожертвований (подношений) на постройку и ремонт ступ. Иногда при постройке новой ступы все нужные для этого деньги жертвует один человек. Очень богатые люди строят большие ступы полностью на свои деньги. Некоторые люди среднего достатка строят на свои деньги небольшие ступы (от 1 до 5 метров) и жертвуют их буддийским храмам и монастырям.
Разрушение ступы считается деянием, подобным описанному в буддийских сутрах одному из т. н. «пяти грехов незамедлительного воздаяния», а именно пролитию крови Будды, и влечёт за собой неотвратимое перерождение в аду сразу после этой жизни.

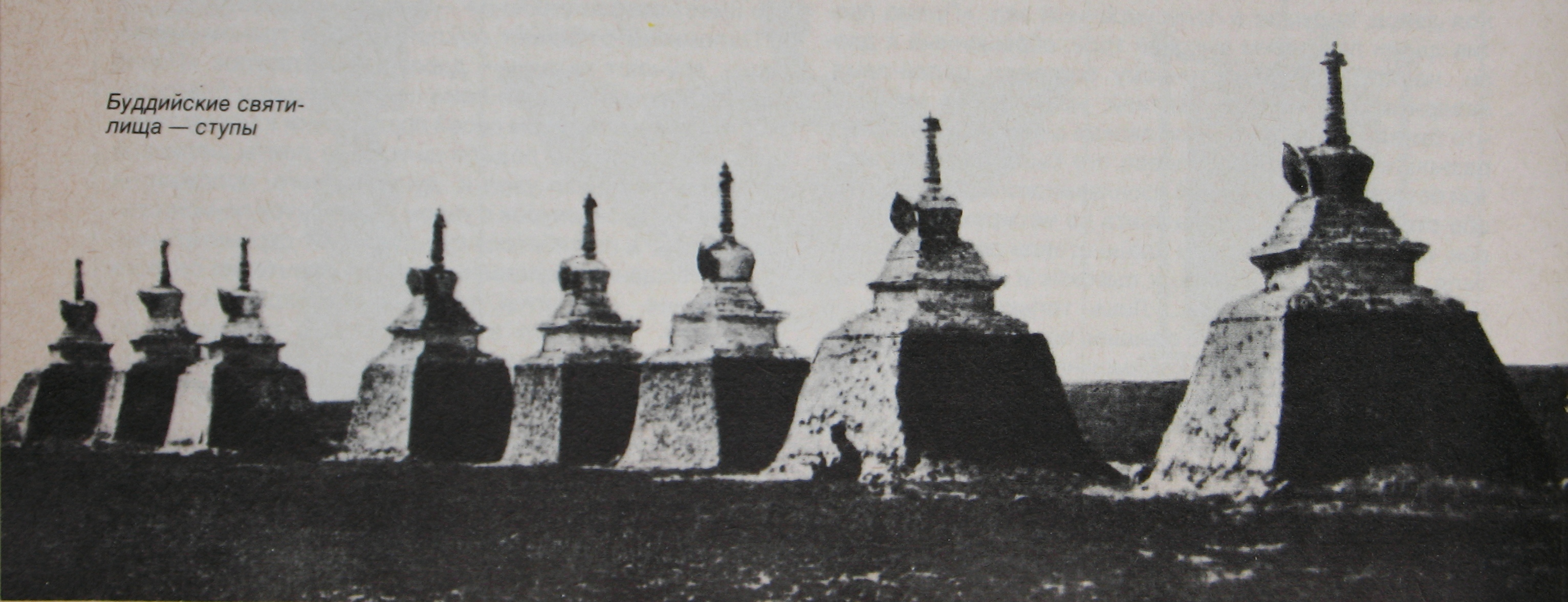
Гомбожаб Цыбиков. Ступы. 1900-е годы

## Ступы в России
Большое множество ступ различных видов возведено в Бурятии, Калмыкии, Туве, Иркутской области и Забайкальском крае. Здесь ступы-субурганы являются неотъемлемым элементом пейзажа. Их можно встретить на вершинах гор, на берегах рек, в степи, у аршанов (минеральных источников), на въезде в населённые пункты, на улицах сёл и деревень. Большой комплекс субурганов находится в Иволгинском дацане. Самой большой ступой в России на данный момент является субурган Джарун Хашор в Кижингинском районе Бурятии. Один из субурганов находится на острове Огой (озеро Байкал, пролив Малое море, напротив посёлка Курма). Летом 2011 года был освящён субурган «Бадма Чортен» в Иркутске. Ступа Лотоса установлена в селе Харба Юстинского района Калмыкии.

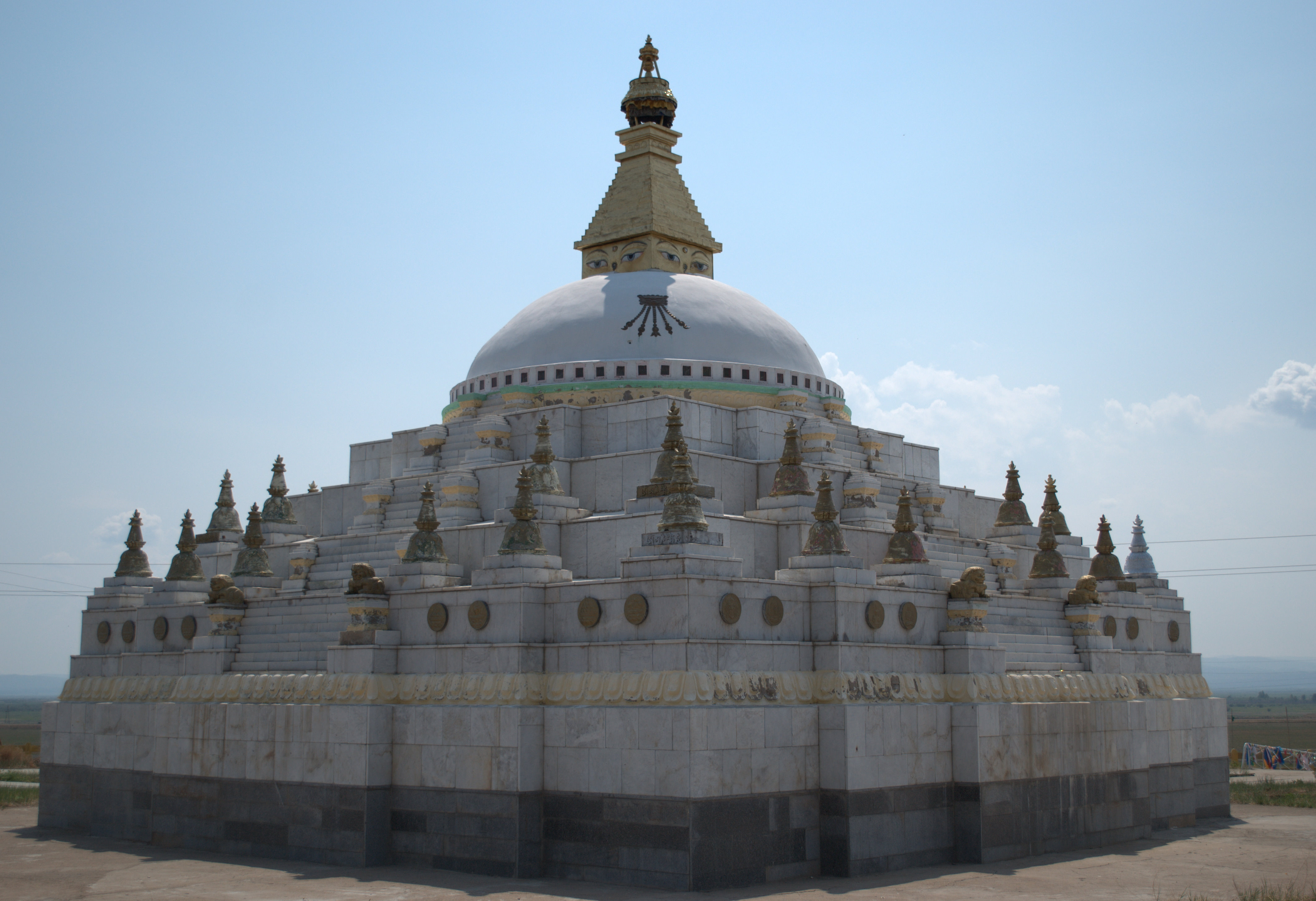
Ступа Джарун Хашор. Кижингинский район Бурятии

С 1996 года в Республике Алтай существовала ступа, сооружённая в Каракольской долине на месте кремации ламы Боора, однако в 2002 году она была разрушена местными шаманистами. Небольшой субурган находится в Усть-Коксинском районе Республики Алтай, в Уймонской степи, на значительном удалении от автотрассы Усть-Кокса — Тюнгур в сторону Теректинского хребта, между сёлами Курунда и Теректа.

Стела Здоровья, Счастья и Благополучия (Ступа Лонгсал) в Ижевске

Вплоть до 2008 года единственными ступами, построенными не на территории традиционных буддийских регионов России, были два субургана на горе Качканар в Свердловской области. В 2008 году ступа была возведена при московском Музее имени Н. К. Рериха в Москве.
Другая московская ступа «Карма Дакини», подчиняющей демонов зависти, находится на правом берегу реки Лихоборки, недалеко от Духовно-просветительского комплекса российских традиционных религий, в районе Отрадное.
Там же, на территории строящегося буддийского храма Тупден Шедублинг в 2016 году начали возводить 13 метровую Ступу Просветления. На лето 2012 года было запланировано начало строительства большой ступы под Санкт-Петербургом и открытие Ступы Просветления в поселке Морки (Республика Марий Эл).
В ноябре 2011 года государственным оракулом Тибета была освящена первая ступа на территории Волгоградской области в селе Солянка под Волгоградом. В сентябре 2012 года была открыта ступа Просветления в посёлке Бударино в Астраханской области.
В 2012 году была возведена Ступа Лонгсал («Стела здоровья, счастья и благополучия») в городе Ижевске.
В Мурманской области в 2014 году начали строить одну из самых северных ступ на въезде в город Апатиты, а в августе 2016 года её освятил лама дзогчен Тангранг Ринпоче.
В Москве в 2017 году было завершено строительство Ступы Просветления в Отрадном.